# Opel 34/80 PS
Der Opel 34/80 PS war ein PKW der Oberklasse, den die Adam Opel KG von Anfang 1914 bis Ende 1916 als Nachfolger des Modells 34/65 PS baute.

## Geschichte und Technik
Der 34/80 PS hatte einen größeren Innenraum und eine größere Leistung als sein Vorgänger. Zudem hatte das Luxusfahrzeug etliche technische Verbesserungen gegenüber dem Vorgängermodell.
Der Wagen hatte, wie sein Vorgänger, einen seitengesteuerten Vierzylinder-Blockmotor mit 8760 cm³ Hubraum (Bohrung × Hub = 130 mm × 135 mm). Er leistete aber nun 80 PS (59 kW) bei 1300/min Der Motor war wassergekühlt und das Kühlwasser wurde durch eine Zentrifugalpumpe gefördert. Die Motorleistung wurde über eine Lederkonuskupplung (Vorgänger: Metallkonuskupplung), ein manuelles Vierganggetriebe und eine Kardanwelle im Ölbad (anstatt einer trockenen, wie beim Vorgänger) an die Hinterachse weitergeleitet. Damit stieg die Höchstgeschwindigkeit  der Wagen auf 110 km/h.
Die beiden Starrachsen waren an dreiviertelelliptischen (Vorgänger: halbelliptischen) Längsblattfedern am Stahlblech-U-Profilrahmen aufgehängt. Neu war ein vorderer Hilfsrahmen zur Aufnahme des Motors. Die Betriebsbremse war als Innenbackenbremse ausgeführt und wirkte auf die Getriebeausgangswelle. Die Handbremse bestand aus Trommelbremsen nur an den Hinterrädern.
Die Wagen waren als sechssitziger Doppelphaeton, als viertürige Pullman-Limousine und als ebensolches Landaulet erhältlich. Auf Wunsch gab es aber auch Mischformen aus Doppelphaeton und Landaulet. Billigstes Modell war der Tourenwagen zum Preis von 16.250 RM.
Die Fertigung des 34/80 PS wurde Ende 1916 eingestellt. Es gab keinen Nachfolger und dieses Modell sollte der letzte Opel mit einem Hubraum über 8 Liter sein.